# Aston Martin DB4 GT
Pour un article plus général, voir Aston Martin DB4.
Destinée à faire briller Aston Martin en compétition au début des années 1960, l'Aston Martin DB4 GT est l'évolution sportive du classique coupé DB4. Elle fait sa première apparition en 1959, année durant laquelle le prototype remporte le 2 mai sa première course à Silverstone aux mains de Stirling Moss, lors de l'International Trophy. La première présentation au public dans un salon automobile a lieu quelques mois plus tard, à Londres.

## Compétition
Parmi les grandes courses internationales dans lesquelles elle est engagée, l'Aston Martin DB4 GT participe aux 24 Heures du Mans en 1959. Inscrite en classe prototype par l'importateur suisse avec Hubert Patthey et Renaud Calderari, elle abandonne quelques heures après le départ. En 1961, le français Jean Kerguen court de nouveau avec la version Zagato portant le numéro 1 en course, associé à Jacques Dewes (de nouveau abandon, mais après 286 tours... cet équipage revenant en 1963). On retrouve également deux exemplaires aux 12 Heures de Sebring, en 1961.
Les plus célèbres DB4 GT restent la paire commandée par l'écurie Essex Racing Stable de John Ogier, qui s'illustrèrent notamment en 1960 lors du Tourist Trophy de Goodwood en Angleterre respectivement aux mains de Roy Salvadori et de Innes Ireland, en donnant du fil à retordre aux puissantes Ferrari 250 GT SWB.

### Palmarès
- Silverstone International 1959 (Moss);
- Fordwater Trophy de Goodwood 1960 (Moss);
- Aintree 200 1960 (Sears);
- Brands Hatch International 1960 (Sears);
- Grand Prix d'Aintree 1961 (Davison);
- Trofeo Nuvolari de Montjuich 1963 (Francisco Godia Sales);
- B.A.R.C. Oulton Autumn Cup Car Meeting 1969 (Cussons);
  - 2e, et 3e, du RAC Tourist Trophy 1960 (Salvadori, et Ireland);
  - 2e du Grosser Preis von Deutschland 1962 au Nürburgring Nordschleife (ou Rheinland-Pfalz Preis Nürburgring, Peter Lindner);
  - 2e des 6 Heures de Dakar 1963 (Kerguen et Duffour);
  - 3e du British Empire Trophy 1961 (Davison);
  - 3e du RAC Tourist Trophy 1961 (Salvadori).

## Design
La ligne de la DB4 GT est trapue et agressive du fait de l'empattement raccourci. Elle se distingue par ses phares carénés sous plexiglas annonçant la future DB5, l'absence de butoirs de pare-chocs et la présence de doubles orifices de remplissage d'essence.
L'intérieur reste raffiné, bien qu'il n'y ait plus de place pour les sièges arrière. Prévus pour les épreuves d'endurance, un réservoir de 136 litres et une roue de secours ont par ailleurs pris place dans le compartiment à bagages.

## Moteur et performances
Évolution de celui de la DB4, le moteur de l'Aston Martin DB4 GT est alimenté par trois carburateurs Weber. Le taux de compression est porté à 9:1. La distribution est assurée deux nouveaux arbres à cames et douze bougies d'allumage – soit deux bougies par cylindre – sont également prévues. Un radiateur d'huile est également monté pour assurer son bon refroidissement. Cinq rapports de pont différents sont disponibles.
Ces modifications permettent de porter la puissance de la DB4 GT à 302 ch à 6 000 tr/min tandis que les performances font un bond : la DB4 GT réalise ainsi le 0 à 100 km/h en 6,1 secondes et le 0 à 100 miles/h est effectué en 12 secondes. Associée à une boîte de vitesses David Brown à 4 rapports synchronisés, qui reste un point commun avec la DB4, la DB4 GT parvient à atteindre une vitesse maximale de 245 km/h.

## Châssis et suspensions
Afin de rendre la DB4 GT aussi performante que possible, l'objectif de ses concepteurs a été d'en réduire le poids au maximum. Le châssis de la DB4 standard est ainsi raccourci de 127 mm pour culminer à une longueur totale de 4 362 mm. Parmi les autres efforts consentis pour éliminer les kilos superflus, le plexiglas est employé pour la lunette et les vitres latérales arrière. Au total, la « cure d'amaigrissement » a permis un gain de 83 kg.